# Careiro da Várzea
Careiro da Várzea là một đô thị thuộc bang Amazonas, Brasil. Đô thị này có diện tích 2631,13 km², dân số năm 2007 là 20785 người, mật độ 7,9 người/km².